# Dj Skudero
Marc Escudero Gonzálvez, conocido por su nombre artístico DJ Skudero (Tarrasa, Barcelona; 6 de marzo de 1976) es un DJ y productor de mákina y hardcore español. Desde 1996 fue Dj residente y jefe de la discoteca Pont Aeri junto a su hermano Xavi Metralla y Dj Sonic hasta que ésta cerró en 2012.

## Historia
Su sencillo más famoso, que produjo con su hermano y Rubén Moreno (Dj Ruboy), es Pont Aeri Vol. 4 "Flying Free", producido y publicado en 1999, que le supuso la obtención del premio al mejor tema mákina y comercial por las revistas DJ1 y DEEJAY en 2001. En 2002, estas dos publicaciones le dieron el premio al mejor Dj mákina nacional y obtuvo por segunda vez el premio al mejor tema mákina nacional con Reaching Dreams.
Ha pinchado en más de 200 salas de España y del extranjero, como Tunnel (Hamburgo), The New Monkey (Newcastle), Le Jame's (Villemur-sur-Tarn, cerca de Toulouse), Marina Park (Perpiñán) o Pachá (Miami Beach).

## Discografía

### Singles
- Pont Aeri vol. 1 - Acid Pastis
- Pont Aeri vol. 2 - Night Flight
- Pont Aeri Vol. 2 - The Countdown
- Dj Skudero - Kript-On
- Dj Skudero - Remix Extasia
- Pont Aeri vol. 3 - La Fiesta
- Fluor
- Skudero meets Gollum
- Technologics - El club de los Humildes
- Elements: Dehlia '98 y Glycerin
- Pont Aeri vol. 4 - Flying Free y The Lyberty
- Elements 2: Espiral 2000, Glycerin y Da Newstyle
- Flying Free Remixes
- Pont Aeri vol. 5 - Take a trip
- Nothing Compares 2U
- Pont Aeri vol. 6 - Reaching Dreams
- Pont Aeri vol. 7 - Phantasies
- Pont Aeri vol. 8 - Sweet Revenge
- Pont Aeri vol. 9 - This is your Dream
- 3 DJS Ahead
- Trip to Shadow
- DJ Skudero - Flames of love (Techno Rmx)
- White Flag
- Pont Aeri vol. 10 - Believe
- Pont Aeri vol. 10 - Necrophobia
- Dj Skudero - Dehlia

### Recopilatorios
- The Best of Pont Aeri
- Tekno Warriors
- Pont Aeri The Great Family
- Tekno Warriors
- Hard Halloween Live at Pont Aeri
- Revival Live
- Gladiators Live at Pont Aeri
- Makina Legend Live at Pont Aeri
- The Winter Compilation
- Now Is The Time

### Álbumes en solitario
- Skudero presents The Killer Album
- Skudero presents The Killer Album vol. 2